# Mù Cả
Mù Cả là một xã thuộc huyện Mường Tè, tỉnh Lai Châu, Việt Nam.

## Hành chính
Xã Mù Cả có diện tích 381,7 km², dân số năm 1999 là 1656 người, mật độ dân số đạt 4 người/km². Xã có 3 sắc tộc sinh sống làː Hà Nhì, La Hủ, Kinh, trong đó người Hà Nhì là đông nhất chiếm 98̤% tông dân cư xã. năm 2016, nhiều nhóm người H'Mông di cư tự do từ các tỉnh khác đến sống trong vùng lõi rừng đầu nguồn sông Đà thuộc địa bàn xã, sau được tổ chức định cư tại xã nhưng thành một thôn bản nằm ngoài khu vực rừng đặc dụng đầu nguồn. Mù Cả có 8 bản làː Mù Cả, Tó Khò, Xi Nế, Má Ký, Tè Xá, Gò Cứ, Phìn Khò, Mò Su.

## Địa lý
Mù Cả có ranh giới:
- phía tây giáp các xã Sen Thượng, Leng Su Sìn và góc phía tây nam là xã Chung Chải của huyện Mường Nhé tỉnh Điện Biên.
- phía tây bắc tiếp giáp với hương Khúc Thủy (曲水)[4] huyện Giang Thành Phổ Nhĩ tỉnh Vân Nam (tại góc cực tây), hương Bán Pha (半坡)[4] huyện Lục Xuân châu Hồng Hà tỉnh Vân Nam Trung Quốc.
- phía bắc giáp xã Ka Lăng huyện Mường Tè[3][5][6].
- phía đông giáp xã Mường Tè và phía đông nam là xã Nậm Khao huyện Mường Tè[3].
- phía nam giáp xã Tà Tổng huyện Mường Tè[3]

Mù Cả là nơi con sông Đà bắt đầu chảy vào đất Việt Nam.